# Imperial Records
La Imperial Records è stata una casa discografica nata negli Stati Uniti e fondata nel 1947 da Lew Chudd, per cui hanno inciso artisti R&B e Rock & roll come Fats Domino e Ricky Nelson. 
Nel Regno Unito la Imperial era distribuita dalla London Records.
Nel 1960 Chudd acquistò la Aladdin Records e nel 1963 la Minit Records; nello stesso anno però Chudd vendette la Imperial alla Liberty Records, e in questo periodo ebbe sotto contratto artisti come Cher e Jackie DeShannon. 
In seguito venne acquisita dalla United Artists.
Dal 2014 il catalogo è di proprietà della Universal Music Group.